# Tom Hoff
Thomas John Hoff (Park Ridge, 9 de junho de 1973) é um ex-jogador de voleibol dos Estados Unidos da América. Participou de três edições de Jogos Olímpicos com a seleção estadunidense, sendo campeão na edição de 2008 em Pequim, na China.

## Carreira
Tom Hoff é um dos mais experientes atletas ainda em atividade com a seleção dos Estados Unidos. Após se graduar em engenharia mecânica pela Long Beach State University em 1996, no ano seguinte já integrava a seleção sênior de voleibol que disputou o Campeonato da NORCECA.
Em 2000 participou de sua primeira Olimpíada e nos dois anos seguintes acabou atuando em poucos jogos da seleção nacional devido a lesões. Participou dos Jogos Olímpicos de 2004, em Atenas, onde os Estados Unidos ficaram em quarto lugar e da conquista da medalha de prata na Copa dos Campeões de 2005.
Foi convocado para sua terceira Olimpíada em Pequim 2008, onde os Estados Unidos sagraram-se campeões com uma vitória sobre o Brasil na final. Antes havia conquistado o inédito título da Liga Mundial no Rio de Janeiro. Entre 2005 e 2009 Tom Hoff foi o capitão da seleção nacional dos Estados Unidos.